# Campeonato Equatoriano de Futebol de 2020 – Primeira Divisão
A Série A do Campeonato Equatoriano de Futebol de 2020, também conhecida como Primera División de 2020, LigaPro de 2020 e oficialmente até 18 de setembro de 2020 como LigaPro Banco Pichincha de 2020 por conta do patrocínio, foi a 62.ª temporada da principal divisão do futebol equatoriano e a 2.ª como LIGAPRO. A competição foi organizada pela Liga Profesional de Fútbol del Ecuador (LPFE, ou simplesmente, LigaPro), entidade esportiva independente formada por clubes profissionais e ligada à Federação Equatoriana de Futebol (FEF), órgão máximo do futebol no Equador e contou com a participação de 16 times. A temporada começou em 16 de fevereiro e terminou em 29 de dezembro, foi dividido em três fases, duas classificatórias de pontos corridos e por fim, uma fase final no sistema de "mata-mata" com partidas eliminatórias. O defensor do título foi o Delfín. O Barcelona de Guayaquil conquistou seu 16º título da primera divisão depois de derrotar a LDU por 3–1 nos pênaltis, após um empate de 1–1 no agregado das finais.
A competição foi suspensa de 14 de março a 14 de agosto devido à pandemia de COVID-19.

## Regulamento

### Sistema de disputa
A Liga Pro (Serie A ou Primera A) de 2020 foi disputada por dezesseis clubes e dividida em três fases: duas classificatórias e uma fase final. As duas primeiras fases ocorreram no sistema de pontos corridos com partidas de ida (primeira fase) e volta (segunda fase), num total de 30 rodadas (15 em cada fase). Ao final de cada uma dessas fases, o melhor colocado avançou direto para a fase final da competição. Ao final das fases classificatórias, os dois piores pontuadores na classificação geral (somatório da primeira fase + segunda fase) foram rebaixados para a Série B de 2021, ao invés de disputarem um play-off com times da Série B pela permanência na divisão como foi originalmente decidido. A fase final foi disputada em jogos "mata-mata" de ida e volta e o vencedor foi declarado campeão equatoriano de 2020.

### Critérios de desempate
Em caso de empate no número de pontos ganhos, foram aplicados os critérios de desempate, na seguinte ordem:
| Nas duas fases de pontos corridos: 1. Melhor saldo de gols. 2. Mais gols pró. 3. Confronto direto. 4. Sorteio. | Na final: 1. Mais gols pró. 2. Disputa por pênaltis. |

### Vagas em outras competições
Quanto à classificação aos torneios continentais da CONMEBOL, ao final da temporada, o campeão e o vice-campeão equatoriano entram na fase de grupos da Taça Libertadores de 2021, enquanto os dois primeiros times (com exceção do campeão e do vice) da classificação geral disputam as fases prévias da Taça Libertadores, os quatro clubes subsequentes na tabela agregada se classificam à Copa Sul-Americana de 2021. Antes da pandemia, o campeão (ou vice-campeão ou melhor colocado) da Copa do Equador de 2020, competição organizada pela Federação Equatoriana de Futebol, ficaria com a quarta e última vaga para a Copa Sul-Americana de 2021. O campeão equatoriano também jogará a Supercopa do Equador 2021.

## Participantes

### Informações dos clubes
| Equipe                  | Cidade     | Província  | Estádio (mando)                            | Capac. | Título (último)     | Ref.        |
| ----------------------- | ---------- | ---------- | ------------------------------------------ | ------ | ------------------- | ----------- |
| Aucas                   | Quito      | Pichincha  | Banco del Pacífico Gonzalo Pozo Ripalda    | 18 799 | 0 (nenhum)          | [ 8 ] [ 9 ] |
| Barcelona               | Guayaquil  | Guayas     | Monumental Banco Pichincha                 | 57 267 | 15 (último em 2016) | [ 8 ] [ 9 ] |
| Delfín                  | Manta      | Manabí     | Jocay                                      | 18 125 | 1 (atual campeão)   | [ 8 ] [ 9 ] |
| Deportivo Cuenca        | Cuenca     | Azuay      | Alejandro Serrano Aguilar Banco del Austro | 18 549 | 1 (em 2014)         | [ 8 ] [ 9 ] |
| El Nacional             | Quito      | Pichincha  | Olímpico Atahualpa                         | 38 258 | 13 (último em 2006) | [ 8 ] [ 9 ] |
| Emelec                  | Guayaquil  | Guayas     | Banco del Pacífico-Capwell                 | 39 059 | 14 (último em 2017) | [ 8 ] [ 9 ] |
| Guayaquil City          | Guayaquil  | Guayas     | Christian Benítez Betancourt               | 10 152 | 0 (nenhum)          | [ 8 ] [ 9 ] |
| Independiente del Valle | Sangolquí  | Pichincha  | General Rumiñahui                          | 07 233 | 0 (nenhum)          | [ 8 ] [ 9 ] |
| LDU                     | Quito      | Pichincha  | Estádio Rodrigo Paz Delgado                | 41 575 | 11 (último em 2018) | [ 8 ] [ 9 ] |
| Liga de Portoviejo      | Portoviejo | Manabí     | Reales Tamarindos                          | 21 000 | 0 (nenhum)          | [ 8 ] [ 9 ] |
| Macará                  | Ambato     | Tungurahua | Bellavista                                 | 16 467 | 0 (nenhum)          | [ 8 ] [ 9 ] |
| Mushuc Runa             | Ambato     | Tungurahua | Mushuc Runa COAC                           | 08 200 | 0 (nenhum)          | [ 8 ] [ 9 ] |
| Olmedo                  | Riobamba   | Chimborazo | Olímpico de Riobamba                       | 14 400 | 1 (em 2000)         | [ 8 ] [ 9 ] |
| Orense                  | Machala    | El Oro     | 9 de Mayo                                  | 16 456 | 0 (nenhum)          | [ 8 ] [ 9 ] |
| Técnico Universitario   | Ambato     | Tungurahua | Bellavista                                 | 16 467 | 0 (nenhum)          | [ 8 ] [ 9 ] |
| Universidad Católica    | Quito      | Pichincha  | Olímpico Atahualpa                         | 38 258 | 0 (nenhum)          | [ 8 ] [ 9 ] |

## Primeira fase
- Foi disputada no sistema de pontos corridos em partidas de ida, num total de 15 jogos por time.[3][4]
- O clube com a melhor pontuação ao final das 15 rodadas se classificou diretamente para a fase final.[3][4]

### Classificação
| Pos | Equipe                  | Pts | J  | V  | E | D | GP | GC | SG  | Classificação                                                       |
| --- | ----------------------- | --- | -- | -- | - | - | -- | -- | --- | ------------------------------------------------------------------- |
| 1   | LDU Quito               | 35  | 15 | 11 | 2 | 2 | 29 | 13 | +16 | Fase final pelo título; Fase de grupos da Taça Libertadores de 2021 |
| 2   | Independiente del Valle | 32  | 15 | 9  | 5 | 1 | 36 | 22 | +14 |                                                                     |
| 3   | Universidad Católica    | 31  | 15 | 9  | 4 | 2 | 32 | 14 | +18 |                                                                     |
| 4   | Barcelona               | 29  | 15 | 8  | 5 | 2 | 23 | 13 | +10 |                                                                     |
| 5   | Macará                  | 24  | 15 | 6  | 6 | 3 | 22 | 17 | +5  |                                                                     |
| 6   | Aucas                   | 23  | 15 | 7  | 2 | 6 | 26 | 23 | +3  |                                                                     |
| 7   | Técnico Universitario   | 22  | 15 | 6  | 4 | 5 | 17 | 16 | +1  |                                                                     |
| 8   | Delfín                  | 18  | 15 | 5  | 3 | 7 | 17 | 22 | −5  |                                                                     |
| 9   | Guayaquil City          | 18  | 15 | 5  | 3 | 7 | 17 | 23 | −6  |                                                                     |
| 10  | Mushuc Runa             | 18  | 15 | 5  | 3 | 7 | 16 | 22 | −6  |                                                                     |
| 11  | Olmedo                  | 17  | 15 | 5  | 2 | 8 | 26 | 29 | −3  |                                                                     |
| 12  | Emelec                  | 16  | 15 | 4  | 4 | 7 | 20 | 22 | −2  |                                                                     |
| 13  | El Nacional             | 14  | 15 | 3  | 5 | 7 | 16 | 24 | −8  |                                                                     |
| 14  | Liga de Portoviejo      | 13  | 15 | 3  | 4 | 8 | 19 | 30 | −11 |                                                                     |
| 15  | Orense                  | 10  | 15 | 1  | 7 | 7 | 15 | 27 | −12 |                                                                     |
| 16  | Deportivo Cuenca        | 8   | 15 | 1  | 5 | 9 | 16 | 30 | −14 |                                                                     |

### Resultados
- Os jogos da primeira fase foram disputados entre 14 de fevereiro e 4 de outubro de 2020.[10]
- Todos os jogos seguem o fuso horário da Equador (UTC−5).[10][11]

| 14 de fevereiro de 2020 | Independiente del Valle | 2 – 1     | Mushuc Runa | Olímpico Atahualpa |  |
| 15:00                   |                         | Relatório |             |                    |  |

| 14 de fevereiro de 2020 | Aucas | 1 – 2     | Delfín | Gonzalo Pozo Ripalda |  |
| 17:30                   |       | Relatório |        |                      |  |

| 14 de fevereiro de 2020 | Deportivo Cuenca | 1 – 2     | Liga de Quito | Alejandro Serrano Aguilar |  |
| 20:00                   |                  | Relatório |               |                           |  |

| 15 de fevereiro de 2020 | Orense | 2 – 2     | Emelec | 9 de Mayo |  |
| 15:30                   |        | Relatório |        |           |  |

| 15 de fevereiro de 2020 | Macará | 1 – 1     | Universidad Católica | Bellavista |  |
| 18:00                   |        | Relatório |                      |            |  |

| 16 de fevereiro de 2020 | El Nacional | 2 – 1     | LDU Portoviejo | Olímpico Atahualpa |  |
| 13:00                   |             | Relatório |                |                    |  |

| 16 de fevereiro de 2020 | Guayaquil City | 4 – 1     | Olmedo | Christian Benítez |  |
| 15:15                   |                | Relatório |        |                   |  |

| 16 de fevereiro de 2020 | Barcelona | 0 – 0     | Técnico Universitario | Monumental |  |
| 17:45                   |           | Relatório |                       |            |  |

| 21 de fevereiro de 2020 | LDU Portoviejo | 2 – 4     | Deportivo Cuenca | Reales Tamarindos |  |
| 19:15                   |                | Relatório |                  |                   |  |

| 22 de fevereiro de 2020 | Olmedo | 1 – 2     | Macará | Fernando Guerrero |  |
| 13:00                   |        | Relatório |        |                   |  |

| 22 de fevereiro de 2020 | Delfín | 1 – 2     | Barcelona | Jocay |  |
| 15:30                   |        | Relatório |           |       |  |

| 22 de fevereiro de 2020 | Liga de Quito | 2 – 3     | Independiente del Valle | Rodrigo Paz Delgado |  |
| 17:45                   |               | Relatório |                         |                     |  |

| 22 de fevereiro de 2020 | Universidad Católica | 4 – 0     | Orense | Olímpico Atahualpa |  |
| 20:00                   |                      | Relatório |        |                    |  |

| 23 de fevereiro de 2020 | Mushuc Runa | 1 – 1     | El Nacional | Mushuc Runa COAC |  |
| 13:30                   |             | Relatório |             |                  |  |

| 23 de fevereiro de 2020 | Emelec | 1 – 2     | Guayaquil City | Banco del Pacífico-Capwell |  |
| 16:00                   |        | Relatório |                |                            |  |

| 24 de fevereiro de 2020 | Técnico Universitario | 2 – 0     | Aucas | Bellavista |  |
| 19:15                   |                       | Relatório |       |            |  |

| 28 de fevereiro de 2020 | Delfín | 0 – 2     | Técnico Universitario | Jocay |  |
| 16:30                   |        | Relatório |                       |       |  |

| 28 de fevereiro de 2020 | El Nacional | 0 – 3     | Liga de Quito | Olímpico Atahualpa |  |
| 19:00                   |             | Relatório |               |                    |  |

| 29 de fevereiro de 2020 | Orense | 1 – 0     | Guayaquil City | 9 de Mayo |  |
| 15:30                   |        | Relatório |                |           |  |

| 29 de fevereiro de 2020 | Barcelona | 1 – 1     | LDU Portoviejo | Monumental |  |
| 19:00                   |           | Relatório |                |            |  |

| 1 de março de 2020 | Independiente del Valle | 1 – 2     | Olmedo | General Rumiñahui |  |
| 12:30              |                         | Relatório |        |                   |  |

| 1 de março de 2020 | Aucas | 3 – 0     | Mushuc Runa | Gonzalo Pozo Ripalda |  |
| 15:00              |       | Relatório |             |                      |  |

| 1 de março de 2020 | Macará | 1 – 0     | Emelec | Bellavista |  |
| 17:30              |        | Relatório |        |            |  |

| 2 de março de 2020 | Deportivo Cuenca | 1 – 2     | Universidad Católica | Alejandro Serrano Aguilar |  |
| 19:15              |                  | Relatório |                      |                           |  |

| 6 de março de 2020 | Técnico Universitario | 1 – 1     | Mushuc Runa | Bellavista |  |
| 19:15              |                       | Relatório |             |            |  |

| 7 de março de 2020 | LDU Portoviejo | 2 – 1     | Delfín | Reales Tamarindos |  |
| 12:15              |                | Relatório |        |                   |  |

| 7 de março de 2020 | Independiente del Valle | 2 – 2     | Universidad Católica | General Rumiñahui |  |
| 14:30              |                         | Relatório |                      |                   |  |

| 7 de março de 2020 | Liga de Quito | 2 – 1     | Barcelona | Rodrigo Paz Delgado |  |
| 18:00              |               | Relatório |           |                     |  |

| 8 de março de 2020 | Olmedo | 2 – 2     | Orense | Fernando Guerrero |  |
| 11:30              |        | Relatório |        |                   |  |

| 8 de março de 2020 | Guayaquil City | 1 – 1     | Macará | Christian Benítez |  |
| 13:45              |                | Relatório |        |                   |  |

| 8 de março de 2020 | Emelec | 4 – 0     | Aucas | Banco del Pacífico-Capwell |  |
| 16:00              |        | Relatório |       |                            |  |

| 9 de março de 2020 | El Nacional | 1 – 1     | Deportivo Cuenca | Olímpico Atahualpa |  |
| 19:15              |             | Relatório |                  |                    |  |

| 13 de março de 2020 | Técnico Universitario | 3 – 1     | LDU Portoviejo | Bellavista |  |
| 19:15               |                       | Relatório |                |            |  |

| 14 de março de 2020 | Mushuc Runa | 2 – 0     | Macará | Mushuc Runa COAC |  |
| 13:30               |             | Relatório |        |                  |  |

| 14 de agosto de 2020 | Deportivo Cuenca | 1 – 1     | Guayaquil City | Alejandro Serrano Aguilar |  |
| 17:00                |                  | Relatório |                |                           |  |

| 14 de agosto de 2020 | Barcelona | 1 – 0     | Orense | Monumental |  |
| 19:15                |           | Relatório |        |            |  |

| 15 de agosto de 2020 | El Nacional | 2 – 4     | Independiente del Valle | Olímpico Atahualpa |  |
| 16:00                |             | Relatório |                         |                    |  |

| 15 de agosto de 2020 | Delfín | 2 – 0     | Emelec | Jocay |  |
| 18:15                |        | Relatório |        |       |  |

| 16 de agosto de 2020 | Olmedo | 2 – 3     | Liga de Quito | Fernando Guerrero |  |
| 16:00                |        | Relatório |               |                   |  |

| 16 de agosto de 2020 | Universidad Católica | 3 – 1     | Aucas | Olímpico Atahualpa |  |
| 18:15                |                      | Relatório |       |                    |  |

| 18 de agosto de 2020 | Independiente del Valle | 4 – 4     | Macará | Olímpico Atahualpa |  |
| 12:30                |                         | Relatório |        |                    |  |

| 18 de agosto de 2020 | Orense | 1 – 1     | LDU Portoviejo | 9 de Mayo |  |
| 14:45                |        | Relatório |                |           |  |

| 18 de agosto de 2020 | Deportivo Cuenca | 0 – 3     | Barcelona | Alejandro Serrano Aguilar |  |
| 17:00                |                  | Relatório |           |                           |  |

| 18 de agosto de 2020 | Guayaquil City | 0 – 0     | Delfín | Christian Benítez |  |
| 19:15                |                | Relatório |        |                   |  |

| 19 de agosto de 2020 | Técnico Universitario | 1 – 3     | Olmedo | Bellavista |  |
| 12:30                |                       | Relatório |        |            |  |

| 19 de agosto de 2020 | Aucas | 2 – 0     | El Nacional | Gonzalo Pozo Ripalda |  |
| 14:45                |       | Relatório |             |                      |  |

| 19 de agosto de 2020 | Liga de Quito | 2 – 1     | Universidad Católica | Rodrigo Paz Delgado |  |
| 17:00                |               | Relatório |                      |                     |  |

| 19 de agosto de 2020 | Emelec | 2 – 0     | Mushuc Runa | Banco del Pacífico-Capwell |  |
| 19:15                |        | Relatório |             |                            |  |

| 21 de agosto de 2020 | Delfín | 0 – 0     | Orense | Jocay |  |
| 17:00                |        | Relatório |        |       |  |

| 21 de agosto de 2020 | Macará | 2 – 1     | Deportivo Cuenca | Bellavista |  |
| 19:15                |        | Relatório |                  |            |  |

| 22 de agosto de 2020 | Técnico Universitario | 0 – 1     | Independiente del Valle | Bellavista |  |
| 14:00                |                       | Relatório |                         |            |  |

| 22 de agosto de 2020 | LDU Portoviejo | 3 – 1     | Guayaquil City | Reales Tamarindos |  |
| 16:15                |                | Relatório |                |                   |  |

| 22 de agosto de 2020 | Aucas | 2 – 0     | Liga de Quito | Gonzalo Pozo Ripalda |  |
| 18:30                |       | Relatório |               |                      |  |

| 23 de agosto de 2020 | Olmedo | 1 – 2     | Mushuc Runa | Fernando Guerrero |  |
| 13:15                |        | Relatório |             |                   |  |

| 23 de agosto de 2020 | Universidad Católica | 1 – 1     | El Nacional | Olímpico Atahualpa |  |
| 16:00                |                      | Relatório |             |                    |  |

| 23 de agosto de 2020 | Barcelona | 2 – 1     | Emelec | Monumental Banco Pichincha |  |
| 18:30                |           | Relatório |        |                            |  |

| 25 de agosto de 2020 | Deportivo Cuenca | 2 – 2     | Orense | Alejandro Serrano Aguilar |  |
| 12:15                |                  | Relatório |        |                           |  |

| 25 de agosto de 2020 | Macará | 0 – 0     | Técnico Universitario | Bellavista |  |
| 14:30                |        | Relatório |                       |            |  |

| 25 de agosto de 2020 | Independiente del Valle | 1 – 1     | Aucas | Olímpico Atahualpa |  |
| 16:45                |                         | Relatório |       |                    |  |

| 25 de agosto de 2020 | Liga de Quito | 1 – 0     | Delfín | Rodrigo Paz Delgado |  |
| 19:00                |               | Relatório |        |                     |  |

| 26 de agosto de 2020 | Mushuc Runa | 1 – 2     | Universidad Católica | Mushuc Runa COAC |  |
| 12:15                |             | Relatório |                      |                  |  |

| 26 de agosto de 2020 | El Nacional | 3 – 2     | Olmedo | Olímpico Atahualpa |  |
| 14:30                |             | Relatório |        |                    |  |

| 26 de agosto de 2020 | Emelec | 2 – 1     | LDU Portoviejo | Banco del Pacífico-Capwell |  |
| 16:45                |        | Relatório |                |                            |  |

| 26 de agosto de 2020 | Guayaquil City | 2 – 1     | Barcelona | Christian Benítez |  |
| 19:00                |                | Relatório |           |                   |  |

| 28 de agosto de 2020 | Aucas | 1 – 0     | Macará | Gonzalo Pozo Ripalda |  |
| 19:00                |       | Relatório |        |                      |  |

| 29 de agosto de 2020 | Mushuc Runa | 1 – 1     | Deportivo Cuenca | Mushuc Runa COAC |  |
| 13:00                |             | Relatório |                  |                  |  |

| 29 de agosto de 2020 | Orense | 1 – 2     | Liga de Quito | 9 de Mayo |  |
| 15:15                |        | Relatório |               |           |  |

| 29 de agosto de 2020 | Barcelona | 3 – 1     | Olmedo | Monumental Banco Pichincha |  |
| 17:30                |           | Relatório |        |                            |  |

| 29 de agosto de 2020 | Técnico Universitario | 2 – 0     | Emelec | Bellavista |  |
| 19:45                |                       | Relatório |        |            |  |

| 30 de agosto de 2020 | Universidad Católica | 4 – 0     | LDU Portoviejo | Olímpico Atahualpa |  |
| 13:15                |                      | Relatório |                |                    |  |

| 30 de agosto de 2020 | Delfín | 2 – 1     | El Nacional | Jocay |  |
| 15:30                |        | Relatório |             |       |  |

| 30 de agosto de 2020 | Independiente del Valle | 3 – 0     | Guayaquil City | Olímpico Atahualpa |  |
| 17:45                |                         | Relatório |                |                    |  |

| 1 de setembro de 2020 | Deportivo Cuenca | 2 – 2     | Técnico Universitario | Alejandro Serrano Aguilar |  |
| 12:15                 |                  | Relatório |                       |                           |  |

| 1 de setembro de 2020 | Orense | 0 – 2     | Mushuc Runa | 9 de Mayo |  |
| 14:30                 |        | Relatório |             |           |  |

| 1 de setembro de 2020 | Liga de Quito | 1 – 0     | Macará | Rodrigo Paz Delgado |  |
| 16:45                 |               | Relatório |        |                     |  |

| 1 de setembro de 2020 | Barcelona | 4 – 2     | Aucas | Monumental Banco Pichincha |  |
| 19:00                 |           | Relatório |       |                            |  |

| 2 de setembro de 2020 | Olmedo | 2 – 0     | Delfín | Fernando Guerrero |  |
| 12:15                 |        | Relatório |        |                   |  |

| 2 de setembro de 2020 | Guayaquil City | 1 – 3     | Universidad Católica | Christian Benítez |  |
| 14:30                 |                | Relatório |                      |                   |  |

| 2 de setembro de 2020 | LDU Portoviejo | 1 – 2     | Independiente del Valle | Reales Tamarindos |  |
| 16:45                 |                | Relatório |                         |                   |  |

| 2 de setembro de 2020 | El Nacional | 2 – 1     | Emelec | Olímpico Atahualpa |  |
| 19:00                 |             | Relatório |        |                    |  |

| 4 de setembro de 2020 | Mushuc Runa | 1 – 2     | Barcelona | Bellavista |  |
| 19:00                 |             | Relatório |           |            |  |

| 5 de setembro de 2020 | Universidad Católica | 3 – 1     | Olmedo | Olímpico Atahualpa |  |
| 14:00                 |                      | Relatório |        |                    |  |

| 5 de setembro de 2020 | LDU Portoviejo | 1 – 1     | Liga de Quito | Reales Tamarindos |  |
| 16:30                 |                | Relatório |               |                   |  |

| 5 de setembro de 2020 | Macará | 1 – 0     | El Nacional | Bellavista |  |
| 19:00                 |        | Relatório |             |            |  |

| 6 de setembro de 2020 | Delfín | 2 – 1     | Deportivo Cuenca | Jocay |  |
| 13:15                 |        | Relatório |                  |       |  |

| 6 de setembro de 2020 | Aucas | 3 – 1     | Guayaquil City | Gonzalo Pozo Ripalda |  |
| 15:30                 |       | Relatório |                |                      |  |

| 6 de setembro de 2020 | Emelec | 2 – 2     | Independiente del Valle | Banco del Pacífico-Capwell |  |
| 18:00                 |        | Relatório |                         |                            |  |

| 7 de setembro de 2020 | Técnico Universitario | 2 – 0     | Orense | Bellavista |  |
| 19:00                 |                       | Relatório |        |            |  |

| 11 de setembro de 2020 | Mushuc Runa | 1 – 0     | LDU Portoviejo | Mushuc Runa COAC |  |
| 15:30                  |             | Relatório |                |                  |  |

| 11 de setembro de 2020 | Liga de Quito | 2 – 0     | Guayaquil City | Rodrigo Paz Delgado |  |
| 19:00                  |               | Relatório |                |                     |  |

| 12 de setembro de 2020 | El Nacional | 0 – 1     | Técnico Universitario | Olímpico Atahualpa |  |
| 16:00                  |             | Relatório |                       |                    |  |

| 12 de setembro de 2020 | Olmedo | 1 – 1     | Emelec | Fernando Guerrero |  |
| 18:30                  |        | Relatório |        |                   |  |

| 13 de setembro de 2020 | Aucas | 2 – 0     | Deportivo Cuenca | Gonzalo Pozo Ripalda |  |
| 13:15                  |       | Relatório |                  |                      |  |

| 13 de setembro de 2020 | Independiente del Valle | 4 – 2     | Delfín | Olímpico Atahualpa |  |
| 15:30                  |                         | Relatório |        |                    |  |

| 13 de setembro de 2020 | Barcelona | 1 – 0     | Universidad Católica | Monumental Banco Pichincha |  |
| 18:00                  |           | Relatório |                      |                            |  |

| 14 de setembro de 2020 | Orense | 1 – 2     | Macará | 9 de Mayo |  |
| 15:30                  |        | Relatório |        |           |  |

| 9 de setembro de 2020 | Deportivo Cuenca | 1 – 3     | Independiente del Valle | Alejandro Serrano Aguilar |  |
| 16:30                 |                  | Relatório |                         |                           |  |

| 9 de setembro de 2020 | Macará | 1 – 1     | Barcelona | Bellavista |  |
| 19:00                 |        | Relatório |           |            |  |

| 18 de setembro de 2020 | LDU Portoviejo | 2 – 1     | Olmedo | Reales Tamarindos |
|                        |                | Relatório |        |                   |

| 19 de setembro de 2020 | Orense | 2 – 2     | Aucas | 9 de Mayo |  |
| 15:30                  |        | Relatório |       |           |  |

| 19 de setembro de 2020 | Emelec | 1 – 1     | Liga de Quito | Banco del Pacífico-Capwell |  |
| 18:00                  |        | Relatório |               |                            |  |

| 20 de setembro de 2020 | Universidad Católica | 2 – 1     | Técnico Universitario | Olímpico Atahualpa |  |
| 13:30                  |                      | Relatório |                       |                    |  |

| 20 de setembro de 2020 | Delfín | 4 – 1     | Mushuc Runa | Jocay |  |
| 18:00                  |        | Relatório |             |       |  |

| 30 de setembro de 2020 | Guayaquil City | 2 – 1     | El Nacional | Christian Benítez |  |
| 17:00                  |                | Relatório |             |                   |  |

| 25 de setembro de 2020 | El Nacional | 2 – 2     | Orense | Olímpico Atahualpa |  |
| 16:30                  |             | Relatório |        |                    |  |

| 26 de setembro de 2020 | Mushuc Runa | 2 – 1     | Guayaquil City | Mushuc Runa COAC |  |
| 14:45                  |             | Relatório |                |                  |  |

| 26 de setembro de 2020 | Olmedo | 3 – 2     | Aucas | Fernando Guerrero |  |
| 17:00                  |        | Relatório |       |                   |  |

| 26 de setembro de 2020 | Independiente del Valle | 1 – 1     | Barcelona | Olímpico Atahualpa |  |
| 19:30                  |                         | Relatório |           |                    |  |

| 26 de setembro de 2020 | Técnico Universitario | 0 – 5     | Liga de Quito | Bellavista |  |
| 19:30                  |                       | Relatório |               |            |  |

| 27 de setembro de 2020 | Delfín | 0 – 0     | Universidad Católica | Jocay |  |
| 15:30                  |        | Relatório |                      |       |  |

| 27 de setembro de 2020 | Emelec | 2 – 0     | Deportivo Cuenca | Banco del Pacífico-Capwell |  |
| 18:00                  |        | Relatório |                  |                            |  |

| 28 de setembro de 2020 | LDU Portoviejo | 2 – 2     | Macará | Reales Tamarindos |  |
| 18:15                  |                | Relatório |        |                   |  |

| 2 de outubro de 2020 | Aucas | 4 – 1     | LDU Portoviejo | Gonzalo Pozo Ripalda |  |
| 19:00                |       | Relatório |                |                      |  |

| 3 de outubro de 2020 | Liga de Quito | 2 – 0     | Mushuc Runa | Rodrigo Paz Delgado |  |
| 15:30                |               | Relatório |             |                     |  |

| 3 de outubro de 2020 | Orense | 1 – 3     | Independiente del Valle | 9 de Mayo |  |
| 15:30                |        | Relatório |                         |           |  |

| 3 de outubro de 2020 | Barcelona | 0 – 0     | El Nacional | Monumental Banco Pichincha |  |
| 18:30                |           | Relatório |             |                            |  |

| 4 de outubro de 2020 | Macará | 5 – 1     | Delfín | Bellavista |  |
| 13:15                |        | Relatório |        |            |  |

| 4 de outubro de 2020 | Guayaquil City | 1 – 0     | Técnico Universitario | Christian Benítez |  |
| 15:30                |                | Relatório |                       |                   |  |

| 4 de outubro de 2020 | Universidad Católica | 4 – 1     | Emelec | Olímpico Atahualpa |  |
| 18:00                |                      | Relatório |        |                    |  |

|  | Deportivo Cuenca | 0 – 3     | Olmedo |  |
|  |                  | Relatório |        |  |

## Segunda fase
- Será disputada no sistema de pontos corridos em partidas de volta, num total de 15 jogos por time.[4]
- O clube com a melhor pontuação ao final das 15 rodadas se classificará diretamente para a fase final.[4]

### Classificação
| Pos | Equipe                  | Pts | J  | V | E | D | GP | GC | SG  | Classificação                                                       |
| --- | ----------------------- | --- | -- | - | - | - | -- | -- | --- | ------------------------------------------------------------------- |
| 1   | Barcelona               | 29  | 15 | 8 | 5 | 2 | 22 | 7  | +15 | Fase final pelo título; Fase de grupos da Taça Libertadores de 2021 |
| 2   | Emelec                  | 28  | 15 | 8 | 4 | 3 | 28 | 15 | +13 |                                                                     |
| 3   | Guayaquil City          | 26  | 15 | 7 | 5 | 3 | 23 | 17 | +6  |                                                                     |
| 4   | LDU Quito               | 24  | 15 | 7 | 3 | 5 | 31 | 20 | +11 |                                                                     |
| 5   | Deportivo Cuenca        | 23  | 15 | 6 | 5 | 4 | 18 | 21 | −3  |                                                                     |
| 6   | Independiente del Valle | 22  | 15 | 7 | 1 | 7 | 26 | 21 | +5  |                                                                     |
| 7   | Orense                  | 21  | 15 | 5 | 6 | 4 | 12 | 19 | −7  |                                                                     |
| 8   | Delfín                  | 20  | 15 | 5 | 5 | 5 | 22 | 19 | +3  |                                                                     |
| 9   | Universidad Católica    | 20  | 15 | 5 | 5 | 5 | 16 | 14 | +2  |                                                                     |
| 10  | Técnico Universitario   | 20  | 15 | 5 | 5 | 5 | 11 | 11 | 0   |                                                                     |
| 11  | Macará                  | 20  | 15 | 6 | 2 | 7 | 15 | 20 | −5  |                                                                     |
| 12  | Aucas                   | 19  | 15 | 4 | 7 | 4 | 33 | 32 | +1  |                                                                     |
| 13  | Liga de Portoviejo      | 17  | 15 | 5 | 2 | 8 | 20 | 29 | −9  |                                                                     |
| 14  | Mushuc Runa             | 13  | 15 | 3 | 4 | 8 | 17 | 23 | −6  |                                                                     |
| 15  | Olmedo                  | 13  | 15 | 3 | 4 | 8 | 16 | 27 | −11 |                                                                     |
| 16  | El Nacional             | 12  | 15 | 3 | 3 | 9 | 10 | 25 | −15 |                                                                     |

### Resultados
- Todos os jogos seguem o fuso horário da Equador (UTC−5).[10]

| 14 de outubro de 2020 | Mushuc Runa | 3 – 2     | Independiente del Valle | Mushuc Runa COAC |  |
| 11:15                 |             | Relatório |                         |                  |  |

| 14 de outubro de 2020 | Delfín | 2 – 2     | Aucas | Jocay |  |
| 13:30                 |        | Relatório |       |       |  |

| 14 de outubro de 2020 | Liga de Quito | 5 – 0     | Deportivo Cuenca | Rodrigo Paz Delgado |  |
| 16:00                 |               | Relatório |                  |                     |  |

| 14 de outubro de 2020 | Técnico Universitario | 0 – 2     | Barcelona | Bellavista |  |
| 18:30                 |                       | Relatório |           |            |  |

| 14 de outubro de 2020 | Emelec | 1 – 0     | Orense | Banco del Pacífico-Capwell |  |
| 21:00                 |        | Relatório |        |                            |  |

| 15 de outubro de 2020 | Olmedo | 1 – 2     | Guayaquil City | Fernando Guerrero |  |
| 14:15                 |        | Relatório |                |                   |  |

| 15 de outubro de 2020 | LDU Portoviejo | 3 – 0     | El Nacional | Reales Tamarindos |  |
| 16:30                 |                | Relatório |             |                   |  |

| 15 de outubro de 2020 | Universidad Católica | 2 – 1     | Macará | Olímpico Atahualpa |  |
| 19:00                 |                      | Relatório |        |                    |  |

| 17 de outubro de 2020 | Aucas | 2 – 1     | Técnico Universitario | Gonzalo Pozo Ripalda |  |
| 14:30                 |       | Relatório |                       |                      |  |

| 17 de outubro de 2020 | Independiente del Valle | 3 – 2     | Liga de Quito | Olímpico Atahualpa |  |
| 17:00                 |                         | Relatório |               |                    |  |

| 17 de outubro de 2020 | Barcelona | 1 – 0     | Delfín | Monumental Banco Pichincha |  |
| 19:30                 |           | Relatório |        |                            |  |

| 18 de outubro de 2020 | El Nacional | 2 – 1     | Mushuc Runa | Olímpico Atahualpa |  |
| 13:00                 |             | Relatório |             |                    |  |

| 18 de outubro de 2020 | Orense | 1 – 1     | Universidad Católica | 9 de Mayo |  |
| 15:30                 |        | Relatório |                      |           |  |

| 18 de outubro de 2020 | Macará | 1 – 0     | Olmedo | Bellavista |  |
| 18:00                 |        | Relatório |        |            |  |

| 19 de outubro de 2020 | Guayaquil City | 1 – 0     | Emelec | Christian Benítez |  |
| 15:30                 |                | Relatório |        |                   |  |

| 19 de outubro de 2020 | Deportivo Cuenca | 2 – 1     | LDU Portoviejo | Alejandro Serrano Aguilar |  |
| 18:00                 |                  | Relatório |                |                           |  |

| 23 de outubro de 2020 | Mushuc Runa | 1 – 4     | Aucas | Mushuc Runa COAC |  |
| 15:30                 |             | Relatório |       |                  |  |

| 23 de outubro de 2020 | Universidad Católica | 0 – 1     | Deportivo Cuenca | Olímpico Atahualpa |  |
| 19:00                 |                      | Relatório |                  |                    |  |

| 24 de outubro de 2020 | Emelec | 0 – 0     | Macará | Banco del Pacífico-Capwell |  |
| 15:30                 |        | Relatório |        |                            |  |

| 24 de outubro de 2020 | Técnico Universitario | 1 – 1     | Delfín | Bellavista |  |
| 18:00                 |                       | Relatório |        |            |  |

| 24 de outubro de 2020 | Liga de Quito | 1 – 0     | El Nacional | Rodrigo Paz Delgado |  |
| 20:30                 |               | Relatório |             |                     |  |

| 25 de outubro de 2020 | Olmedo | 2 – 1     | Independiente del Valle | Fernando Guerrero |  |
| 15:30                 |        | Relatório |                         |                   |  |

| 25 de outubro de 2020 | LDU Portoviejo | 0 – 2     | Barcelona | Reales Tamarindos |  |
| 18:00                 |                | Relatório |           |                   |  |

| 26 de outubro de 2020 | Guayaquil City | 1 – 1     | Orense | Christian Benítez |  |
| 17:30                 |                | Relatório |        |                   |  |

| 30 de outubro de 2020 | Deportivo Cuenca | 0 – 0     | El Nacional | Alejandro Serrano Aguilar |  |
| 19:00                 |                  | Relatório |             |                           |  |

| 31 de outubro de 2020 | Mushuc Runa | 0 – 1     | Técnico Universitario | Mushuc Runa COAC |  |
| 13:15                 |             | Relatório |                       |                  |  |

| 31 de outubro de 2020 | Delfín | 4 – 2     | LDU Portoviejo | Jocay |  |
| 15:30                 |        | Relatório |                |       |  |

| 31 de outubro de 2020 | Universidad Católica | 3 – 1     | Independiente del Valle | Olímpico Atahualpa |  |
| 18:00                 |                      | Relatório |                         |                    |  |

| 1 de novembro de 2020 | Orense | 2 – 1     | Olmedo | 9 de Mayo |  |
| 13:00                 |        | Relatório |        |           |  |

| 1 de novembro de 2020 | Aucas | 1 – 1     | Emelec | Gonzalo Pozo Ripalda |  |
| 15:15                 |       | Relatório |        |                      |  |

| 1 de novembro de 2020 | Barcelona | 2 – 2     | Liga de Quito | Monumental Banco Pichincha |  |
| 18:00                 |           | Relatório |               |                            |  |

| 2 de novembro de 2020 | Macará | 1 – 1     | Guayaquil City | Bellavista |  |
| 18:30                 |        | Relatório |                |            |  |

| 5 de novembro de 2020 | Macará | 0 – 3     | Mushuc Runa | Bellavista |  |
| 16:30                 |        | Relatório |             |            |  |

| 5 de novembro de 2020 | Independiente del Valle | 2 – 1     | Deportivo Cuenca | Olímpico Atahualpa |  |
| 19:00                 |                         | Relatório |                  |                    |  |

| 6 de novembro de 2020 | El Nacional | 1 – 3     | Delfín | Olímpico Atahualpa |  |
| 14:00                 |             | Relatório |        |                    |  |

| 6 de novembro de 2020 | Liga de Quito | 4 – 0     | Orense | Rodrigo Paz Delgado |  |
| 16:30                 |               | Relatório |        |                     |  |

| 6 de novembro de 2020 | Olmedo | 1 – 0     | Barcelona | Fernando Guerrero |  |
| 19:00                 |        | Relatório |           |                   |  |

| 7 de novembro de 2020 | LDU Portoviejo | 0 – 2     | Técnico Universitario | Reales Tamarindos |  |
| 16:30                 |                | Relatório |                       |                   |  |

| 7 de novembro de 2020 | Guayaquil City | 4 – 2     | Aucas | Christian Benítez |  |
| 19:00                 |                | Relatório |       |                   |  |

| 8 de novembro de 2020 | Emelec | 2 – 0     | Universidad Católica | Banco del Pacífico-Capwell |  |
| 18:00                 |        | Relatório |                      |                            |  |

| 10 de novembro de 2020 | Orense | 1 – 1     | Deportivo Cuenca | 9 de Mayo |  |
| 12:15                  |        | Relatório |                  |           |  |

| 10 de novembro de 2020 | Técnico Universitario | 1 – 0     | El Nacional | Bellavista |  |
| 14:30                  |                       | Relatório |             |            |  |

| 10 de novembro de 2020 | Delfín | 1 – 2     | Macará | Jocay |  |
| 16:45                  |        | Relatório |        |       |  |

| 10 de novembro de 2020 | Barcelona | 2 – 0     | Independiente del Valle | Monumental Banco Pichincha |  |
| 19:00                  |           | Relatório |                         |                            |  |

| 11 de novembro de 2020 | Aucas | 3 – 3     | Olmedo | Gonzalo Pozo Ripalda |  |
| 12:15                  |       | Relatório |        |                      |  |

| 11 de novembro de 2020 | Mushuc Runa | 1 – 2     | Liga de Quito | Mushuc Runa COAC |  |
| 14:30                  |             | Relatório |               |                  |  |

| 11 de novembro de 2020 | Universidad Católica | 2 – 1     | Guayaquil City | Olímpico Atahualpa |  |
| 16:45                  |                      | Relatório |                |                    |  |

| 11 de novembro de 2020 | LDU Portoviejo | 0 – 6     | Emelec | Reales Tamarindos |  |
| 19:00                  |                | Relatório |        |                   |  |

| 13 de novembro de 2020 | Deportivo Cuenca | 2 – 1     | Delfín | Alejandro Serrano Aguilar |  |
| 19:00                  |                  | Relatório |        |                           |  |

| 14 de novembro de 2020 | Guayaquil City | 3 – 2     | Mushuc Runa | Christian Benítez |  |
| 13:00                  |                | Relatório |             |                   |  |

| 14 de novembro de 2020 | Macará | 0 – 1     | Orense | Bellavista |  |
| 18:15                  |        | Relatório |        |            |  |

| 14 de novembro de 2020 | Liga de Quito | 4 – 1     | Aucas | Rodrigo Paz Delgado |  |
| 20:30                  |               | Relatório |       |                     |  |

| 15 de novembro de 2020 | Olmedo | 2 – 1     | Universidad Católica | Fernando Guerrero |  |
| 12:15                  |        | Relatório |                      |                   |  |

| 15 de novembro de 2020 | Independiente del Valle | 2 – 3     | LDU Portoviejo | Olímpico Atahualpa |  |
| 14:30                  |                         | Relatório |                |                    |  |

| 15 de novembro de 2020 | Emelec | 1 – 1     | Técnico Universitario | Banco del Pacífico-Capwell |  |
| 16:45                  |        | Relatório |                       |                            |  |

| 15 de novembro de 2020 | El Nacional | 1 – 1     | Barcelona | Olímpico Atahualpa |  |
| 19:00                  |             | Relatório |           |                    |  |

| 18 de novembro de 2020 | Aucas | 3 – 3     | Independiente del Valle | Gonzalo Pozo Ripalda |  |
| 12:15                  |       | Relatório |                         |                      |  |

| 18 de novembro de 2020 | Delfín | 1 – 1     | Guayaquil City | Jocay |  |
| 14:30                  |        | Relatório |                |       |  |

| 18 de novembro de 2020 | Técnico Universitario | 0 – 1     | Macará | Bellavista |  |
| 16:45                  |                       | Relatório |        |            |  |

| 18 de novembro de 2020 | Liga de Quito | 1 – 2     | Emelec | Rodrigo Paz Delgado |  |
| 19:00                  |               | Relatório |        |                     |  |

| 19 de novembro de 2020 | Mushuc Runa | 1 – 1     | Olmedo | Mushuc Runa COAC |  |
| 12:15                  |             | Relatório |        |                  |  |

| 19 de novembro de 2020 | El Nacional | 0 – 2     | Universidad Católica | Olímpico Atahualpa |  |
| 14:30                  |             | Relatório |                      |                    |  |

| 19 de novembro de 2020 | LDU Portoviejo | 1 – 2     | Orense | Reales Tamarindos |  |
| 16:45                  |                | Relatório |        |                   |  |

| 19 de novembro de 2020 | Barcelona | 2 – 0     | Deportivo Cuenca | Monumental Banco Pichincha |  |
| 19:00                  |           | Relatório |                  |                            |  |

| 21 de novembro de 2020 | Independiente del Valle | 1 – 0     | Técnico Universitario | Olímpico Atahualpa |  |
| 17:30                  |                         | Relatório |                       |                    |  |

| 21 de novembro de 2020 | Guayaquil City | 1 – 1     | Liga de Quito | Christian Benítez |  |
| 20:00                  |                | Relatório |               |                   |  |

| 22 de novembro de 2020 | Olmedo | 1 – 2     | El Nacional | Fernando Guerrero |  |
| 13:15                  |        | Relatório |             |                   |  |

| 22 de novembro de 2020 | Deportivo Cuenca | 3 – 3     | Aucas | Alejandro Serrano Aguilar |  |
| 15:30                  |                  | Relatório |       |                           |  |

| 22 de novembro de 2020 | Emelec | 3 – 2     | Delfín | Banco del Pacífico-Capwell |  |
| 18:00                  |        | Relatório |        |                            |  |

| 23 de novembro de 2020 | Universidad Católica | 1 – 1     | Mushuc Runa | Olímpico Atahualpa |  |
| 13:00                  |                      | Relatório |             |                    |  |

| 23 de novembro de 2020 | Orense | 0 – 0     | Barcelona | 9 de Mayo |  |
| 15:30                  |        | Relatório |           |           |  |

| 23 de novembro de 2020 | Macará | 1 – 0     | LDU Portoviejo | Bellavista |  |
| 18:00                  |        | Relatório |                |            |  |

| 27 de novembro de 2020 | Liga de Quito | 3 – 0     | Olmedo | Rodrigo Paz Delgado |  |
| 16:30                  |               | Relatório |        |                     |  |

| 27 de novembro de 2020 | Mushuc Runa | 2 – 3     | Emelec | Bellavista |  |
| 19:00                  |             | Relatório |        |            |  |

| 28 de novembro de 2020 | Técnico Universitario | 1 – 1     | Deportivo Cuenca | Bellavista |  |
| 15:30                  |                       | Relatório |                  |            |  |

| 28 de novembro de 2020 | Delfín | 1 – 0     | Independiente del Valle | Jocay |  |
| 18:00                  |        | Relatório |                         |       |  |

| 29 de novembro de 2020 | Aucas | 4 – 1     | Orense | Gonzalo Pozo Ripalda |  |
| 13:00                  |       | Relatório |        |                      |  |

| 29 de novembro de 2020 | LDU Portoviejo | 2 – 1     | Universidad Católica | Reales Tamarindos |  |
| 15:30                  |                | Relatório |                      |                   |  |

| 29 de novembro de 2020 | Barcelona | 3 – 0     | Macará | Monumental Banco Pichincha |  |
| 18:00                  |           | Relatório |        |                            |  |

|  | El Nacional | 0 – 3     | Guayaquil City |  |
|  |             | Relatório |                |  |

| 4 de dezembro de 2020 | Olmedo | 0 – 0     | Técnico Universitario | Fernando Guerrero |  |
| 16:30                 |        | Relatório |                       |                   |  |

| 4 de dezembro de 2020 | Deportivo Cuenca | 1 – 0     | Mushuc Runa | Alejandro Serrano Aguilar |  |
| 19:00                 |                  | Relatório |             |                           |  |

| 5 de dezembro de 2020 | Orense | 1 – 1     | Delfín | 9 de Mayo |  |
| 15:15                 |        | Relatório |        |           |  |

| 5 de dezembro de 2020 | Macará | 2 – 1     | Aucas | Bellavista |  |
| 17:30                 |        | Relatório |       |            |  |

| 5 de dezembro de 2020 | Universidad Católica | 2 – 0     | Liga de Quito | Olímpico Atahualpa |  |
| 20:00                 |                      | Relatório |               |                    |  |

| 6 de dezembro de 2020 | Independiente del Valle | 2 – 0     | El Nacional | Olímpico Atahualpa |  |
| 13:45                 |                         | Relatório |             |                    |  |

| 6 de dezembro de 2020 | Guayaquil City | 3 – 1     | LDU Portoviejo | Christian Benítez |  |
| 16:00                 |                | Relatório |                |                   |  |

| 6 de dezembro de 2020 | Emelec | 1 – 1     | Barcelona | Banco del Pacífico-Capwell |  |
| 19:00                 |        | Relatório |           |                            |  |

| 8 de dezembro de 2020 | Mushuc Runa | 0 – 0     | Orense | Mushuc Runa COAC |  |
| 13:15                 |             | Relatório |        |                  |  |

| 8 de dezembro de 2020 | Deportivo Cuenca | 2 – 1     | Macará | Alejandro Serrano Aguilar |  |
| 15:30                 |                  | Relatório |        |                           |  |

| 8 de dezembro de 2020 | Técnico Universitario | 1 – 0     | Universidad Católica | Bellavista |  |
| 17:45                 |                       | Relatório |                      |            |  |

| 8 de dezembro de 2020 | Delfín | 3 – 1     | Olmedo | Jocay |  |
| 20:00                 |        | Relatório |        |       |  |

| 9 de dezembro de 2020 | El Nacional | 2 – 2     | Aucas | Olímpico Atahualpa |  |
| 12:30                 |             | Relatório |       |                    |  |

| 9 de dezembro de 2020 | Liga de Quito | 1 – 1     | LDU Portoviejo | Rodrigo Paz Delgado |  |
| 15:00                 |               | Relatório |                |                     |  |

| 9 de dezembro de 2020 | Independiente del Valle | 3 – 0     | Emelec | Olímpico Atahualpa |  |
| 17:30                 |                         | Relatório |        |                    |  |

| 9 de dezembro de 2020 | Barcelona | 2 – 0     | Guayaquil City | Monumental Banco Pichincha |  |
| 20:00                 |           | Relatório |                |                            |  |

| 11 de dezembro de 2020 | Olmedo | 1 – 1     | Deportivo Cuenca | Fernando Guerrero |  |
| 16:30                  |        | Relatório |                  |                   |  |

| 11 de dezembro de 2020 | Universidad Católica | 0 – 0     | Delfín | Olímpico Atahualpa |  |
| 19:00                  |                      | Relatório |        |                    |  |

| 12 de dezembro de 2020 | Orense | 1 – 0     | Técnico Universitario | 9 de Mayo |  |
| 15:30                  |        | Relatório |                       |           |  |

| 12 de dezembro de 2020 | LDU Portoviejo | 0 – 0     | Mushuc Runa | Reales Tamarindos |  |
| 18:00                  |                | Relatório |             |                   |  |

| 12 de dezembro de 2020 | Emelec | 3 – 0     | El Nacional | Banco del Pacífico-Capwell |  |
| 20:30                  |        | Relatório |             |                            |  |

| 13 de dezembro de 2020 | Macará | 3 – 4     | Liga de Quito | Bellavista |  |
| 14:00                  |        | Relatório |               |            |  |

| 13 de dezembro de 2020 | Guayaquil City | 0 – 2     | Independiente del Valle | Christian Benítez |  |
| 16:30                  |                | Relatório |                         |                   |  |

| 13 de dezembro de 2020 | Aucas | 2 – 1     | Barcelona | Gonzalo Pozo Ripalda |  |
| 19:00                  |       | Relatório |           |                      |  |

| 16 de dezembro de 2020 | Deportivo Cuenca | 2 – 1     | Emelec | Alejandro Serrano Aguilar |  |
| 19:00                  |                  | Relatório |        |                           |  |

| 16 de dezembro de 2020 | Técnico Universitario | 0 – 0     | Guayaquil City | Bellavista |  |
| 19:00                  |                       | Relatório |                |            |  |

| 16 de dezembro de 2020 | Delfín | 2 – 0     | Liga de Quito | Jocay |  |
| 19:00                  |        | Relatório |               |       |  |

| 16 de dezembro de 2020 | Barcelona | 3 – 0     | Mushuc Runa | Monumental Banco Pichincha |  |
| 19:00                  |           | Relatório |             |                            |  |

| 17 de dezembro de 2020 | Aucas | 1 – 1     | Universidad Católica | Gonzalo Pozo Ripalda |  |
| 19:00                  |       | Relatório |                      |                      |  |

| 17 de dezembro de 2020 | El Nacional | 2 – 1     | Macará | Olímpico Atahualpa |  |
| 19:00                  |             | Relatório |        |                    |  |

| 17 de dezembro de 2020 | Olmedo | 1 – 3     | LDU Portoviejo | Olímpico de Riobamba |  |
| 19:00                  |        | Relatório |                |                      |  |

| 17 de dezembro de 2020 | Independiente del Valle | 4 – 0     | Orense | Rodrigo Paz Delgado |  |
| 19:00                  |                         | Relatório |        |                     |  |

| 19 de dezembro de 2020 | Guayaquil City | 2 – 1     | Deportivo Cuenca | Christian Benítez |  |
| 15:30                  |                | Relatório |                  |                   |  |

| 19 de dezembro de 2020 | Mushuc Runa | 2 – 0     | Delfín | Mushuc Runa COAC |  |
| 15:30                  |             | Relatório |        |                  |  |

| 20 de dezembro de 2020 | Orense | 1 – 0     | El Nacional | 9 de Mayo |  |
| 15:30                  |        | Relatório |             |           |  |

| 20 de dezembro de 2020 | LDU Portoviejo | 3 – 2     | Aucas | Reales Tamarindos |  |
| 15:30                  |                | Relatório |       |                   |  |

| 20 de dezembro de 2020 | Universidad Católica | 0 – 0     | Barcelona | Olímpico Atahualpa |  |
| 19:30                  |                      | Relatório |           |                    |  |

| 20 de dezembro de 2020 | Macará | 1 – 0     | Independiente del Valle | Bellavista |  |
| 19:30                  |        | Relatório |                         |            |  |

| 20 de dezembro de 2020 | Liga de Quito | 1 – 2     | Técnico Universitario | Rodrigo Paz Delgado |  |
| 19:30                  |               | Relatório |                       |                     |  |

| 20 de dezembro de 2020 | Emelec | 4 – 1     | Olmedo | Banco del Pacífico-Capwell |  |
| 19:30                  |        | Relatório |        |                            |  |

## Classificação Geral
| Pos | Equipe                  | Pts | J  | V  | E  | D  | GP | GC | SG  | Classificação ou Rebaixamento               |
| --- | ----------------------- | --- | -- | -- | -- | -- | -- | -- | --- | ------------------------------------------- |
| 1   | LDU Quito               | 59  | 30 | 18 | 5  | 7  | 60 | 33 | +27 | Fase de grupos da Taça Libertadores de 2021 |
| 2   | Barcelona (C)           | 58  | 30 | 16 | 10 | 4  | 46 | 21 | +25 | Fase de grupos da Taça Libertadores de 2021 |
| 3   | Independiente del Valle | 54  | 30 | 16 | 6  | 8  | 62 | 43 | +19 | Segunda fase da Taça Libertadores de 2021   |
| 4   | Universidad Católica    | 51  | 30 | 14 | 9  | 7  | 48 | 28 | +20 | Primeira fase da Taça Libertadores de 2021  |
| 5   | Emelec                  | 44  | 30 | 12 | 8  | 10 | 48 | 37 | +11 | Primeira fase da Copa Sul-Americana de 2021 |
| 6   | Guayaquil City          | 44  | 30 | 12 | 8  | 10 | 40 | 40 | 0   | Primeira fase da Copa Sul-Americana de 2021 |
| 7   | Macará                  | 44  | 30 | 12 | 8  | 10 | 37 | 37 | 0   | Primeira fase da Copa Sul-Americana de 2021 |
| 8   | Aucas                   | 42  | 30 | 11 | 9  | 10 | 59 | 55 | +4  | Primeira fase da Copa Sul-Americana de 2021 |
| 9   | Técnico Universitario   | 42  | 30 | 11 | 9  | 10 | 28 | 27 | +1  |                                             |
| 10  | Delfín                  | 38  | 30 | 10 | 8  | 12 | 39 | 41 | −2  |                                             |
| 11  | Mushuc Runa             | 31  | 30 | 8  | 7  | 15 | 33 | 45 | −12 |                                             |
| 12  | Deportivo Cuenca        | 31  | 30 | 7  | 10 | 13 | 34 | 51 | −17 |                                             |
| 13  | Orense                  | 31  | 30 | 6  | 13 | 11 | 28 | 47 | −19 |                                             |
| 14  | Olmedo                  | 30  | 30 | 8  | 6  | 16 | 42 | 56 | −14 |                                             |
| 15  | Liga de Portoviejo (R)  | 30  | 30 | 8  | 6  | 16 | 39 | 59 | −20 | Rebaixados para a Série B de 2021           |
| 16  | El Nacional (R)         | 26  | 30 | 6  | 8  | 16 | 26 | 49 | −23 | Rebaixados para a Série B de 2021           |

1. ↑  Como a Copa do Equador de 2020 foi cancelada devido à pandemia de COVID-19 no Equador, a vaga na primeira fase da Copa Sul-Americana que por direito é do campeão da copa nacional, acabou sendo repassada para o quarto melhor colocado na classificação geral dentre os não qualificados para a Taça Libertadores.

## Fase final
- Os dois clubes classificados da primeira e segunda fase, disputaram em partidas de ida e volta, o título de campeão da Série A (LIGAPRO).[4]
  - Caso o mesmo clube tivesse vencido as duas primeiras fases, seria declarado automaticamente como campeão, sem a necessidade de uma final. E o vice-campeão seria o clube com a melhor colocação na tabela acumulada das duas fases de pontos corridos.[4]
  - Caso um dos classificados à fase final tivesse terminado em 15º ou 16º na classificação geral, perderiam o direito de disputar a final e seriam substituídos pelos clubes com as melhore posições na tabela geral; nesse caso, o clube que ficasse na primeira posição em uma das duas fases de pontos corridos e também na classificação geral, obteria diretamente o título de campeão da LIGAPRO. O vice-campeão seria o clube com a melhor posição subsequente na classificação geral.[4]
- O clube com a melhor posição na classificação geral foi mandante na partida de volta.[4]
- As partidas finais da LigaPro foram disputadas em 23 e 29 de dezembro de 2020.[26][27][28]

### Final
| 23 de dezembro de 2020 | Barcelona            | 1 – 1     | LDU de Quito         | Guayaquil                                                       |  |
| 20:15                  | - Jonathan Álvez 50' | Relatório | - Jhojan Julio 45+4' | Estádio: Monumental Isidro Romero Carbo Árbitro: Augusto Aragón |  |

| 29 de dezembro de 2020                                              | LDU de Quito | 0 – 0 (1–3 pen.)                              | Barcelona | Quito                                                    |  |
| 20:15                                                               |              | Relatório                                     |           | Estádio: Rodrigo Paz Delgado Árbitro: Guillermo Guerrero |  |
|                                                                     |              | Penalidades                                   |           |                                                          |  |
| - Jordy Alcívar - Franklin Guerra - Ezequiel Piovi - Martínez Borja |              | - Jonathan Álvez - Matías Oyola - Damián Díaz |           |                                                          |  |

1–1 no agregado, o Barcelona venceu nos pênaltis.

## Estatísticas

### Artilharia
| 0Gols0 | Nome do jogador         | Clube                   |
| ------ | ----------------------- | ----------------------- |
| 24     | Cristian Martínez Borja | LDU Quito               |
| 16     | Gabriel Torres          | Independiente del Valle |
| 14     | Víctor Figueroa         | Aucas                   |
| 13     | José Cevallos           | Emelec                  |
| 13     | Francisco Fydriszewski  | Liga de Portoviejo      |
| 11     | Juan Sebastián Herrera  | Macará                  |
| 11     | Gonzalo Mastriani       | Guayaquil City          |
| 11     | Muriel Orlando          | Mushuc Runa             |
| 10     | Facundo Barceló         | Emelec                  |
| 10     | Damián Díaz             | Barcelona de Guayaquil  |
| 10     | Michael Hoyos           | Guayaquil City          |
| 10     | Sergio López            | Aucas                   |

Fonte: Soccerway

## Premiação
| Campeonato Equatoriano de 2020 Primeira Divisão |
| ----------------------------------------------- |
| Barcelona de Guayaquil Campeão (16º título)     |